# Castillo de Benavent de la Conca
El castillo de Benavent de la Conca fue uno de los castillos en que el conde de Urgel basó su conquista del Pallars a los sarracenos. Pertenece al término municipal de Isona y Conca Dellá, dentro del antiguo término de Benavent de la Conca. Estaba situado en el lugar que ahora ocupa el pueblo viejo de Benavent, donde quedan algunos restos.
Mencionado ya en 1055, en 1071 y en 1078, siempre en relación con el castillo de Biscarri, del cual era su límite sur. Había sido conquistado por Arnau Mir de Tost para el Condado de Urgel, y le fue reconocido el señorío. En su testamento (1071), lo dejó a su hija, la condesa Valença, esposa de Ramón V de Pallars Jussá, y a su nieto, Arnau. Al mismo tiempo, en 1077 un feudatario de los condes, Bernat Transver, había cedido importantes posesiones a la canónica de Santa María de la Seo de Urgel. Este, que en 1092 tenía el señorío, lo dio como herencia a su hijo Guillermo.
En 1190 formaba parte de las posesiones de Ramón de Seró y su esposa Adelaida, que lo cedieron en capítulos matrimoniales a su hija Berenguela, que se casó con Ramón de Camporrells.
A partir del siglo XIV aparece dentro de la baronía de Orcau, como Conques, Figuerola de Orcau y Orcau. Como toda la baronía de Orcau, pasó a los Erill, de los cuales, como otras posesiones de esta familia, fue a parar a manos de los condes de Aranda y duques de Híjar.